# Jacoona inopinata
Jacoona inopinata är en fjärilsart som beskrevs av Butler. Jacoona inopinata ingår i släktet Jacoona och familjen juvelvingar. Inga underarter finns listade i Catalogue of Life.